# 符存審
符存審（862年—924年），本名符存，字德祥，陳州宛丘縣（今河南省淮陽區）人，是中國五代時期的後唐軍事將領，一生經歷百餘次戰役而未嚐敗績，曾經多次與後梁交戰並擊破朱溫、驅逐北漠契丹，與同袍周德威齊名。因為被晉王李克用收為義子御賜國姓，因此部分史冊又載為李存審，到後唐明宗李嗣源時其子復歸舊姓。在歐陽修所撰《新五代史》列傳中唯一得以保留原本姓氏的人，其餘獲授國姓的眾人皆記為李姓。

## 生平

### 出身
符存審父親符楚是晚唐的陳州牙將（統率約5,000兵馬），但家境並不富裕。符存審少年時性格豪邁，重俠義精神；而且機智多謀，喜歡談論兵法戰事。唐末乾符七年（879年）朝廷衰敗，河南一帶強盜四起，年僅約18歲、生逢亂世的符存審糾集附近土豪青壯，率領他們守衛家園。
其後符存審投軍，追隨光州刺史李罕之上沙場。中和五年（885年）李罕之不敵「蔡州皇帝」秦宗權而放棄領地，投奔風評甚佳的諸葛爽。符存審也跟隨到河陽擔當小校一職，屢戰蔡寇有功；可惜諸葛爽死後，李罕之因性情暴戾不能服眾，部屬便在懷州紛紛四散，剛滿23歲的符存審也在此時再擇晉王「獨眼龍」李克用為君主，展開其南征北伐的將領生涯。

### 早年戰績
加入晉軍後，符存審獲得李克用器重，被賜授姓名及收為養子，成為十三太保之一，又受命掌管義兒軍。由於符存審自小在軍旅長大，故沙場上識機知變、行軍法命嚴明如山，又喜歡用奇兵製勝，從來沒有戰略失誤，加上其品性敦厚低調、謹言慎行，因而侍遇日隆。特別是跟隨李克用，討伐吐谷渾族的赫連鐸時表現勇猛「冒刃死戰、血流盈袖」，李克用親自為他治療傷口並日夕慰問。
乾寧元年（894年）盧龍節度使李匡籌屢犯河東，晉王親征反擊，反佔武州和新州；李匡籌見勢色不對，發兵堅守居庸關不出，此時李克用以少量騎兵在關前擾敵，實則派遣時年約32歲的符存審出任先鋒，領步兵從另一條路夾擊其背，結果符存審大敗幽州軍，一舉攻下居庸關，殺死及俘虜敵方過萬人。乾寧二年（895年）邠州守將王行瑜聯同韓建及李茂貞三路叛唐，李克用率軍勤王，面對著邠州主力屯紮在龍泉寨，這個寨四面有懸崖，而且石壁險峻，符存審費了九牛二虎之力才攻下龍泉寨，擊潰王行瑜，回師後被授予「檢校左僕射」。
之後他輔佐李嗣昭再攻打汾州的李瑭，符存審在戰場上把李瑭生擒，憑這功勞改任「左右廂步軍都指揮使」。天祐三年（906年），符存審升遷「蕃漢馬步副指揮使」出征潞州，與李嗣昭在上黨降服丁會，又合兵盧龍節度使周德威在夾城消滅流賊，再加封檢校司徒、忻州刺史兼領「蕃漢馬步都指揮使」。
天祐七年（910年）李克用已病死，晉王之位由25歲的長子李存勗（後唐莊宗）繼承，已經48歲的符存審作為老重臣，加封檢校太保，兼任「蕃漢副總管」。當時晉梁爭霸，李存勗在十二月率領晉軍南下，在柏鄉與梁軍大戰，鎮守太原的任務就交由符存審負責，翌年三月，他代替李存璋前往晉梁交界重地趙州戍守。

### 破朱溫
天祐九年（912年）梁太祖朱溫率號稱五十萬的大軍進攻鎮州、定州，他命令部將楊師厚攻入棗強後血腥屠城，連老人婦孺也不放過；而自己則親率賀德倫等人圍攻蓨縣（今河北景縣）。正在附近趙州駐紮的符存審帶部下史建瑭、李嗣肱（李克用從弟李克修之子）等800人去救。符存審深知雙方兵力有別，在抵達信都後先奪取下博橋，阻止梁軍繼續北上；又派史建瑭、李嗣肱率600騎去捉拿替梁軍牧馬的人，俘獲數百人後統統處刑，卻特意讓當中的十數人逃走。那些僥倖保命的人回寨後驚魂未定，紛紛叫嚷說晉軍主力已經壓陣，使到梁軍士卒人心惶惶。翌日，符存審用經過喬裝的600騎兵突擊梁軍大營，由於他們全部打著梁軍旗號，朱溫不虞有詐之下損失甚鉅，至傍晚時份晉軍直殺到對方副將賀德倫跟前，並放火燒燬梁軍大寨後方才撤退。朱溫見己方損折無數、陣勢大亂，唯有當即拔寨後連夜遁逃，扶病返回洛陽後不久便被兒子所殺。

### 元城會戰
天祐十二年（915年）夏季，年少繼位為晉王的李存勗（後唐莊宗）決定進攻河北魏博（天雄）並派符存審出任前鋒收服臨清。八月，符存審盤踞於魏縣與僅僅相隔三十里的後梁軍劉鄩爭持，一日數戰，互不相讓。九月中，率師五千平定貝州的張源德；又與王建及合兵，用騎兵二千突襲敵陣側翼，擊退劉鄩的援軍一萬人。翌年三月，劉鄩軍終於按捺不住全力犯境魏州，已經會合莊宗的符存審亦率大軍截斷其退路，迫使雙方在元城舊址開戰，梁軍潰敗，而符存審乘勝追擊，趁勢再收復了澶、衛、磁、洺州。直等到秋涼時節，邢州的守將閻寶亦向符存審請降。莊宗以收服五州之功，授予符存審安國軍節度使，兼任邢洺磁等州觀察使。十月，戴思遠得知符存審兵臨滄州立刻聞風而逃，城將毛璋則開城投降。莊宗大喜，加授符存審檢校太傅、橫海節度使，兼領「魏博馬步軍都指揮使」。翌年再加同中書門下平章事之職。

### 棉裡裹針退契丹
天祐十四年（917年），契丹三十萬大軍圍困幽州（今北京）的周德威，由於另一邊廂正與梁軍相持不下，莊宗非常苦惱該如何是好。想發兵救幽州，手上兵力不足，如果分兵太多則有危險；但如果不派援兵，又怕幽州全面失陷。他便問策於帳下諸將，當中只有符存審認為幽州不可不救，更自願請纓說：「請借我五千騎兵就夠了！」莊宗見符存審自告奮勇，就讓他與李嗣源、閻寶率軍七萬去救。而符存審亦不負所託，九月五日三人在易州合兵，九月十二日符存審先用鹿角陣大敗契丹的騎兵前鋒。入冬後兩軍主力開戰，符存審採用「棉裡裹針」之計殺破敵將安彥之，一舉擊潰契丹軍；契丹主軍受重創，殘軍倉皇向北山方向逃竄，餘下輜重糧餉遍野。晉軍又再追擊，俘獲敵軍上萬人，皆處刑，遂解幽州之圍。
天祐十五年（918年）二月初參與進攻楊劉城。十月，晉軍駐於麻家渡，符存審進諫莊宗。當時的莊宗年少氣盛、勇於接戰，經常受不住敵營叫囂輕騎而出，符存審每次見到必定叩馬進諫：「王上你身繫光復唐室社稷的大任，應該為了天下蒼生而愛惜自己的身軀。接受對方的舉旗挑戰，只不過是放任刀劍的一時之快，對於聖上你的品德無甚益處，還請交回微臣效勞。古人遇上盜賊時，尚且不會由上司和父親去抵抗，而今我雖無將帥之才，但不敢不擔君之憂」。莊宗聽後通常也從善如流，及時回駕大營。
同年，莊宗與後梁軍於胡柳陂（今河南濮城西）開戰，戰況異常激烈。辰巳時份（晚上7時至11時）另一員大將周德威戰死，戰況急轉直下，莊宗的部隊稍一失神停步，梁軍就從四方八面湧出來。莊宗被敵軍所包圍，一度勢危，此時符存審與三子符彥圖出沒在敵陣沐血奮戰，直到翌晨才歸去與主軍會合重整陣勢，並於午後開始逆轉形勢，至夕陽落後，符存審麾下的銀槍部隊才終於在土山下殲滅所有敵軍。
天祐十六年（919年）春，接替周德威為「內外蕃漢馬步總管」，於德勝口分別建築南北兩座城池而據，時人稱之為「夾寨」。七月，後梁王瓚又從黎陽渡河竄擾澶州誘戰，符存審拒守不出，王瓚退到楊村渡口控制上游，自此日夜交鋒，對壘經年，大小凡百餘戰，未見敗績。至此，昔日一起追隨李克用並與之齊名的周德威已死，使符存審在晉軍中的地位更形重要。

### 緩師示弱、伺隙出奇
天祐十七年（920年）後梁大軍進犯同州，符存審用緩師示弱、伺隙出奇之策，智解同州之圍。當時後梁的朱友謙以河中同州（今陝西大荔）為條件欲向莊宗投降，後梁朝廷得悉後用劉鄩引重兵進逼同州，朱友謙馬上向莊宗求救，莊宗便託符存審與李嗣昭前赴救援。九月，符存審與李嗣昭取道河東進軍往河中。河中一帶本來兵少且弱，梁軍由於過往多次征服該地而相當輕視之，亦料不到符存審用兵神速，已抵當地。符存審便特意在自己的營中挑選200名精銳騎兵夾雜當地部隊出戰，並先以河中部隊採取佯敗的誘敵戰術；等梁兵出城追擊一段距離後即以200名精騎反擊，果然大勝而歸及俘敵甚多，當梁軍得知對手身份時皆大驚。不過當時河中一帶長期稱臣於後梁，其民眾對支持梁軍或晉軍持兩端態度，加上大軍集結河中後的軍糧消耗不菲，李嗣昭等眾將都怕情況反覆或帳下起亂，故提議速戰速決。
屯兵朝邑數日後，後梁軍逼向晉軍陣營。當時晉軍中有懂星相觀天之士，說西南方隱現一股如鬥雞之狀的黑氣，當有戰禍發生；符存審回應說：「我方正想與敵決一死戰，而今甚至從氣象中顯示出來，豈不是如有天助嗎！」。乘著士氣大振，當晚立即審閱大軍，並謹慎地揮軍向前。後梁軍接戰後節節敗退，損失二千餘人，從此便天天守在堡壘中不出來。符存審見狀即對身旁的李嗣昭說：「我當初最擔憂的是被劉鄩佔據渭河地利。眼下他的副軍已經大敗，若然你盡封掉他的退路，劉鄩會恐懼我要一舉殲滅他；有云困獸以窮惡襲人，不可不當作一回事。我們不妨刻意開一個缺口給他，等他撤退時再施以伏擊這樣比較可取」。於是命令部下李建及在沙苑中牧馬，旨在令對方鬆懈，劉鄩、尹皓接報後暗暗竊喜，馬上計劃撤退。歐陽修《舊五代史》對此記載：「鄩以為晉軍且懈，乃夜遁去」。其實符存審此時已經派遣追兵在渭河一帶突襲劉鄩，使他落得近乎全軍覆沒，同州之圍便因此煙消雲散。由此戰役可見符存審善於造勢，以攻心為上，活用兵法，這道緩師示弱之計600多年後的清將多爾袞亦有仿傚，用於藏銳師於明軍身後伏擊闖王李自成。

### 鎮守疆土
天祐十八年（921年），叛將張文禮謀殺節度使王鎔在鎮州成德（治今河北正定）割地自立，李嗣昭、李存進先後接戰卻相繼陣亡。天祐十九年（922年）符存審率師進攻叛軍於鎮州城下，並以圍城之策使鎮州糧盡。九月，張文禮謀士李再豐暗中送款欲賄賂符存審，符存審未置可否，卻於當夜暗中登城，生擒張文禮之子張處瑾、張處球一干人等。鎮州就此火速平定，捷報獻上朝廷，符存審因功獲封侍中。
天祐二十年（923年）正月，符存審還師魏州，莊宗親自出城以宴樂迎接。未幾，契丹又進犯燕薊之地，莊宗心腹郭崇韜上奏：「後梁尚未平定，契丹就率先背叛我方，而捍衛北方的防禦重任，環顧云云眾將裡非存審不可」，莊宗便遣中使召諭符存審出征。不過符存審此時因為作戰經年而積勞成疾，抱恙在家，但還是上奏曰：「臣願意前往效命，不敢託辭推諉，但老身痛症連連不絕，只恐未堪眼下此戰之用」。符存審於是未有領軍迎擊此役，但仍奉旨兼任幽州盧龍節度使，擔起守衛北面邊疆之重任。
同光元年（923年）後唐終於消滅後梁並立國，遷都洛陽。朝廷升遷符存審為中書令及檢校太師、開府儀同三司、賜食邑千戶，封當朝忠烈扶天啟運功臣。同時卻招惹朝中一些文官詆譭，認為符存審並未有助於收復中原全境。其時，符存審身上的箭傷舊患復發，加上自責身為大將卻未能參與入梁戰役而鬱鬱不歡，病況日下。只得要求入覲尋醫，並請求大臣郭崇韜協助，但郭崇韜一向自負，而且不憤功績和聲望皆在符存審之下，因而符存審每有奏章要求面聖都被駁回。
符存審妻子郭氏哭著痛斥郭崇韜說：「我的夫君一直以來為國家奔馳效命，與你又份屬鄉里舊識，現在你竟然忍心棄他到北方荒地送死，實在是何等的無情無義！」，郭崇韜聽後頓感慚愧，但馬上又遷怒於符存審。符存審屢上奏章，全數不許他請朝京師。
同光二年（924年）春天，符存審病情加劇，便上奏懇求最後一次面見皇上莊宗，亦不許。符存審伏在床枕上歎曰：「老夫我歷事兩位君主，至今已經四十年，有幸今天見證到天下復歸李家，藉此機會不管四方蠻夷都可以入朝覲見聖上；敵方亡國喪主之將，也無不拜倒在你的宮殿之前，但是獨獨我卻被排除在外，豈不是命運弄人！」。郭崇韜思忖符存審既然命不久矣，此時也就不怕他爭權，方肯奏請中央讓他入覲面聖。同光二年四月，朝廷本來已經擬定要授符存審宣武軍節度使、蕃漢馬步軍總管，可惜詔告未至，符存審五月十五日便卒於幽州官舍，時年六十三，及後下葬於太原。
符存審的遺言陳述不獲聖上面覲，言詞淒惋，莊宗聞訊後悔悼良久，廢朝三日，又追贈尚書令，諡號同忠烈扶天啟運功臣，天成年間配饗莊宗廟廷，追封秦王。符存審死後，其子嗣後裔三輩中再出了兩位藩王、三位皇后及諸位將軍，又多次與北宋趙氏宗室聯姻，使符氏成為當朝顯赫一時的名門豪族。

## 逸事
- 死裡逃生

符存審年少時曾經被俘，將要在郊外被處決，臨行刑之前他指著一堵危牆向對方說：「請將我斬於此面牆下，好等那些頹垣敗瓦覆蓋我的屍體，也算為孤魂造福，不至客死異鄉無人葬。」小兵可憐他，想把符存審移到牆下處斬。就在符存審被押動身之際，對方首領擁著歌妓飲酒，正想找個人唱歌助興。歌妓就向首領建議：「俘虜中有個叫符存審的乃妾身舊識，不如就要他擊掌伴奏吧。」首領一時興起，當場就上馬去釋放人，符存審得以大難不死。
- 以鏃誡子

符存審生九子，晚年時召各人於廳堂訓曰：「我本來自幼家寒，年少時帶上一把劍便隻身離鄉別井闖功名，四十年時間過去，終於位極人臣出將入相。當中經歷過如履薄冰、萬死猶生般的凶險危難不下一次，剖開皮肉從傷口中取出箭頭也百餘次。」之後就把曾經取出來的箭頭都給兒子們看，並吩咐他们收藏起來，用以提醒他們：「你們這代都出生在富貴之中，更應銘記著你們的父祖當年起家舉步維艱，家業得來不易，尤其切忌奢侈。」其九個兒子亦緊記教誨，日後各居朝廷要職；當中尤以四子魏王符彥卿聞名，成為北宋立國初期的朝中巨擘，三個女兒亦分別成為皇后：周世宗宣懿皇后、周太后、宋太宗懿德皇后。

## 子嗣
1. 長男： 符彥超 北京留守、太原尹、汾州刺史、昭義節度使
2. 次男： 符彥饒 梁州馬部軍都指揮使、義成節度使、耀州團練使
3. 三男： 符彦圖 驍騎將軍
4. 四男： 符彥卿 魏王、大將軍、太傅、太師
5. 五男： 符彦能 楚州防禦使、奉國節度使
6. 六男： 符彦琳 金吾上將軍、太子太師
7. 七男： 符彦彝 武安節度使
8. 八男： 符彥倫 嚴州知州、定遠節度使
9. 九男： 符彦昇 昭慶節度使

## 十三太保
後唐武皇李克用共有十三名兒子（包括義子），俱列太保，是為十三太保而名動一時，符存審在其中排行第九：
1. 大太保 - 李嗣源
2. 二太保 - 李嗣昭
3. 三太保 - 李存勗（莊宗）
4. 四太保 - 李存信
5. 五太保 - 李存進
6. 六太保 - 李嗣本
7. 七太保 - 李嗣恩
8. 八太保 - 李存璋
9. 九太保 - 符存審
10. 十太保 - 李存賢
11. 十一太保 - 史敬思
12. 十二太保 - 康君立
13. 十三太保 - 李存孝